# 紀元前60年
紀元前60年（きげんぜん60ねん）は、ローマ暦の年である。

## 他の紀年法
- 干支 : 辛酉
- 日本
  - 崇神天皇38年
  - 皇紀601年
- 中国
  - 前漢 : 神爵2年
- 朝鮮
  - 檀紀2274年
- 仏滅紀元 : 484年
- ユダヤ暦 : 3701年 - 3702年

## できごと

### ローマ
- ガイウス・ユリウス・カエサルがルシタニアの暴動を鎮圧した。
- カエサルとグナエウス・ポンペイウスとマルクス・リキニウス・クラッススとの第一回三頭政治が始まった。

### シリア
- セレウコス朝が滅亡した。

### 中国
- 漢が西域都護を創設した。

## 誕生
- プトレマイオス14世：ファラオ（紀元前44年没）

## 死去
- アレタス3世：ペトラ王
- 蘇武（紀元前140年生）